# Улица Спартака (Новосибирск)
Улица Спартака — улица в Центральном и Железнодорожном районах Новосибирска. Состоит из нескольких частей. Первая часть начинается от улицы Серебренниковской, идёт в сторону запада, приблизительно через 50 м под прямым углом поворачивает на юг, ещё примерно через 30 м под прямым углом сворачивает снова на запад, затем где-то через 115 м прерывается площадью Свердлова и сквером имени Крячкова. Вторая часть (приблизительная длина — 150 м) начинается от Красного проспекта и заканчивается, примыкая к Советской улице. Третья часть начинается от Советской улицы немного южнее (около 30 м) второй части, заканчивается, примыкая к Фабричной улице, её примерная длина — 350 м, почти половину этой части составляет путепровод над путями Западно-Сибирской железной дороги.

## Архитектура
- Стоквартирный дом — восьмиэтажное жилое здание, построенное в 1934—1937 годах. Архитекторы — А. Д. Крячков и В. С. Масленников. Памятник истории и культуры федерального значения. Проект здания получил золотую медаль на Международной выставке искусств и техники в Париже в 1937 году. Примыкает к улице Спартака северной стороной[1].

- Государственный концертный зал имени Арнольда Каца — концертный зал, являющийся репетиционной площадкой Новосибирской филармонии. Здание построено в 2013 году. Находится напротив северной стороны Стоквартирного дома[2].

- Реальное училище имени Дома Романовых — здание на углу Красного проспекта и улицы Спартака. Построено в 1912 году архитектором А. Д. Крячковым. В 1929 году реконструировано архитекторами М. А. Бурлаковым, К. Е. Осиповым и А. И. Бобровым. В 1912 году реальное училище было самым крупным зданием на Николаевском проспекте (совр. Красный проспект)[3].

- Управление «Запсибзолото» — здание в конструктивистском стиле, построенное в 1930—1932 годах. Было предназначено для треста «Запсибзолото», который занимался поиском и добычей драгоценных металлов на территории Сибири. Архитектор — А. И. Бобров. Расположено на углу Красного проспекта и улицы Спартака[4].

## Организации
- Новосибирский областной клинический госпиталь ветеранов войн
- Новосибирскхлебопродукт
- Городская детская клиническая больница скорой медицинской помощи
- Сибгипрозолото
- Федеральный центр оценки безопасности и качества зерна и продуктов его переработки